# Big Basta
Big Basta, egentligen Gerald Xhari, född den 1 juli 1986 i Tirana i Albanien, är en albansk sångare, låtskrivare och kompositör.

## Karriär
Big Basta inledde sin karriär år 2003 och var tidigare medlem i gruppen "Sweed Company". Han deltog i Top Fests andra upplaga och vann där pris för bästa nya artist. År 2006 deltog han i Kënga Magjike 8 tillsammans med Vini och med låten "Ndize". De slutade på 20:e plats i tävlingen. Tillsammans med Eranda Libohova släppte han låten "Çoko dhe Kakao". Han har även släppt låtar med Çiljeta, Samanta Karavello och Vesa Luma. 2011 deltog han tillsammans med Anxhelo i Kënga Magjike 13 med låten "Si melodi". De tilldelades i finalen pris för bästa hiphop. I november 2012 ställde han upp med låten "All That" tillsammans med Enca i Kënga Magjike 14. De fick 243 poäng och en 27:e plats i tävlingen. I december 2012 deltog Luma med låten "S'jam perfekt", skriven av Big Basta, i Festivali i Këngës 51. Hon slutade på delad sistaplats i finalen av tävlingen.
Han har skrivit låten "Dua të jetoj" som Venera Lumani deltog i Festivali i Këngës 53 med.
2016 skrev han den albanska texten till låten "Botë" som Lindita Halimi ställde upp i Festivali i Këngës 55 med. I finalen fick hon överlägset flest poäng och kommer därmed att representera Albanien i Eurovision Song Contest 2016 med Xharis låt. Han skrev den till musik av Klodian Qafoku.

## Privatliv
Big Basta är gift med den kosovoalbanska sångerskan Vesa Luma. 

## Diskografi

### Album
- 2010 – N'laborator
- 2012 – Radio and Club

### Singlar
- 2006 – "Ndize" (feat. Vini)
- 2008 – "Çoko dhe Kakao" (feat. Eranda Libohova)
- 2010 – "Big Basta"
- 2011 – "Start" (feat. Samanta Karavello och Lyrical Son)
- 2011 – "Nak Nak" (feat. Blerina Braka)
- 2011 – "Welcome to AL"
- 2011 – "Si melodi" (feat. Anxhelo)
- 2012 – "Boom" (feat. Vesa Luma)
- 2012 – "Bounce With the Star"
- 2012 – "All That" (feat. Enca)